# Морейра-ду-Рей
Морейра-ду-Рей (порт. Moreira do Rei; МФА: [mu.ˈɾɐj.ɾɐ du ˈʁɐj]) — парафія в Португалії, у муніципалітеті Фафе. Розташована в північно-західній частині країни, на теренах історичної португальської провінції Дору-Міню. Входить до складу округу Брага. За адміністративним поділом, чинним до 1976 року, терени парафії були складовою провінції Міню. Належить до Бразької архідіоцезії Католицької церкви. Патрон — Мартин Турський. Площа — 17,2531 км². Населення — 1667 ос. (2011). Слабо урбанізований регіон. Густота населення — 96,62 осіб/км²
. Код — 030718.

## Населення
| Кількість мешканців | Кількість мешканців | Кількість мешканців | Кількість мешканців | Кількість мешканців | Кількість мешканців | Кількість мешканців | Кількість мешканців | Кількість мешканців | Кількість мешканців | Кількість мешканців | Кількість мешканців | Кількість мешканців | Кількість мешканців | Кількість мешканців |
| ------------------- | ------------------- | ------------------- | ------------------- | ------------------- | ------------------- | ------------------- | ------------------- | ------------------- | ------------------- | ------------------- | ------------------- | ------------------- | ------------------- | ------------------- |
| 1864                | 1878                | 1890                | 1900                | 1911                | 1920                | 1930                | 1940                | 1950                | 1960                | 1970                | 1981                | 1991                | 2001                | 2011                |
| 1 423               | 1 430               | 1 539               | 1 546               | 1 649               | 1 681               | 1 707               | 1 957               | 2 216               | 2 058               | 2 110               | 1 991               | 1 914               | 1 992               | 1 667               |